# Jerry Wayne Parrish
Pour les articles homonymes, voir Parrish.
Jerry Wayne Parrish, né le 10 mars 1944 à Morganfield dans le Kentucky et mort le 25 août 1998 à Pyongyang,, est un déserteur de l'armée de terre américaine, qui a vécu en Corée du Nord de 1963 jusqu'à sa mort. Il y a adopté le nom coréen de Kim Yu-il.

## Biographie
Il est élevé par sa jeune mère divorcée, seule. Il quitte l'école à l'âge de 17 ans, puis quitte le domicile familial et emménage chez les parents de sa petite amie, atteinte de lupus érythémateux disséminé. En été 1962, après la mort de celle-ci, il s'engage dans l'armée de terre, et est posté à la frontière inter-coréenne, avec le grade de caporal. Le 6 décembre 1963, pour des raisons qu'il n'expliquera jamais publiquement, il traverse illégalement la Zone coréenne démilitarisée, et se rend en Corée du Nord. Les autorités nord-coréennes le regroupent avec deux autres soldats américains, qui ont traversé la frontière séparément en 1962 : Larry Allen Abshier et James Dresnok. En 1965 un quatrième soldat déserteur, Charles Jenkins, les rejoint.
En 1966, les quatre hommes veulent quitter le pays, et se rendent à l'ambassade soviétique à Pyongyang pour y demander l'asile politique. Celle-ci leur est refusée, et ils sont rendus aux Nord-Coréens. Ils sont contraints d'apprendre l'idéologie du juche, et deviennent acteurs dans des films de propagande du cinéma nord-coréen. Dans le film Des héros sans nom, diffusé par épisodes entre 1978 et 1981, Jerry Parrish incarne ainsi le « lieutenant Louis London », un soldat nord-irlandais dans l'armée britannique, qui devient espion pour le compte de la Corée du Nord. À l'instar de ses compatriotes, il devient une célébrité dans le pays, et acquiert la citoyenneté nord-coréenne.
Il épouse Siham Shraiteh, une Libanaise ; le couple a trois fils. Kidnappée par la Corée du Nord en juillet 1978, probablement pour apprendre le français et l'arabe à des espions nord-coréens, elle est autorisée à retourner au Liban en décembre 1979. Enceinte, elle retourne bientôt en Corée du Nord, auprès de Jerry Parrish.
En janvier 1996, le Pentagone reconnaît publiquement la désertion des quatre hommes, et suppose qu'ils sont toujours vivants en Corée du Nord. Larry Abshier est toutefois mort d'un arrêt cardiaque en 1983. Jerry Parrish meurt d'insuffisance rénale dans un hôpital de Pyongyang en août 1998. Son épouse vit toujours à Pyongyang avec leurs trois enfants, et est interviewée par des journalistes britanniques pour le film documentaire Crossing the Line en 2006. Charles Jenkins est autorisé à quitter le pays en 2004, et s'installe au Japon. James Dresnok demeure en Corée du Nord jusqu'à sa mort en 2016.